# Бой под Невелем (1562)
Бой под Невелем — эпизод русско-литовской войны 1561—1570 годов (части Ливонской войны), в котором отряд Великого княжества Литовского под предводительством Станислава Лесновольского успешно отразил в 1562 году близ Невеля посланный против него русский отряд во главе с князем Андреем Курбским.

## Ход событий
В 1559 году ослабленная войной и неспособная к дальнейшему сопротивлению Ливонская конфедерация заключила Виленский договор с Великим княжеством Литовским, по которому отдавала свои южные земли под протекторат Вильно. Почти одновременно истекли сроки действующего русско-литовского перемирия, а переговоры по его продлению провалились. После того как в 1560 году последовали мелкие порубежные стычки, в 1561 году развернулись полномасштабные военные действия. В августе 1562 года отряд, состоящий из польского вспомогательного корпуса и литовского ополчения, совершил рейд под Невель с целью опустошения его округи. Против польско-литовских сил был послан отряд во главе с воеводой Курбским, который, однако, несмотря на численный перевес, не сумел разгромить противника и понёс ненужные потери. В целом же результат сражения оценивается как ничья.

## Военное и пропагандистское значение боя
Специалист по Ливонской войне историк Александр Филюшкин называет битву под Невелем малозначительным с военной точки зрения эпизодом, подвергая сомнению численность русского войска, называемую в различных первоисточниках. Царь Иван Грозный в более поздней переписке с перебежчиком Курбским упоминал его неспособность во главе 15-тысячного войска победить 4-тысячное литовское войско. Согласно Филюшкину, это от трети до четверти всей действующей на фронте русской армии, что весьма маловероятно для локальной погони за мародёрами. Результат битвы он оценивает ни как победу, ни как поражение русской стороны, а лишь как упущенный шанс из-за ошибок командования.
По мнению белорусского историка Андрея Янушкевича, битва под Невелем являлась наиболее значимым событием из серии двухсторонних ударов в период окончания срока русско-литовского перемирия (хотя произошла до окончания перемирия, закончившегося в сентябре 1562 года). Янушкевич считает, что в этой битве 1500 польских наемников нанесли ощутимое поражение русскому войску, численность которого составляла 15 000 человек.
Будучи поначалу забытой, битва через некоторое время начала играть большую пропагандистскую роль в польском нарративе. В 1568 году поляк Ян Семишловский опубликовал в Болонье эпическое сочинение на тему Невельской битвы, написанное в духе гомеровской Илиады. Битва предстала в нём в грандиозных масштабах, численность и потери «московитов» достигли гигантских величин, тогда как литовские потери были ничтожными. В 1582 году о битве написал Матей Стрыйковский, согласно которому около 1700 литовцев победили 45 тысяч московитов, убив 3000 из них и потеряв лишь 15 незнатных людей. В «Хронике» Бельских (1597) потери «москалей» при той же численности обеих армий уже составляют 8000 человек.
В «Анналах» Станислава Сарницкого (1587) битва названа одной из достойнейших побед литовского оружия, однако её дата переставлена местами с потерей Полоцка (1563). Филюшкин считает это косвенным свидетельством того, что именно после потери Полоцка Короне и Великому княжеству для поднятия духа войска срочно понадобились данные о победах. Так, весть об одержанной в 1564 году победе под Улой была моментально растиражирована с помощью летучих листков, тогда как о бое под Невелем долгое время не упоминали и объявили на Сейме о «грандиозной победе» лишь через 14 месяцев, уже после потери Полоцка.
Вследствие раздутого польскими хронистами значения Невельской битвы биографы князя Курбского были склонны называть её исход одной из причин его опалы. Уже у Бельских князь Курбский («Крупский») перебегает к литовскому великому князю прямо во время битвы, хотя на самом деле перешёл на сторону Литвы двумя годами позже.